# 井上良二 (政治家)
井上 良二（いのうえ りょうじ、1898年（明治31年）5月15日 - 1975年（昭和50年）9月1日）は、日本の労働運動家、政治家。衆議院議員（7期）。旧名は良次。

## 経歴
高知県吾川郡伊野町（現いの町）で、井上松次の三男として生まれる。尋常小学校卒業後、1923年、大阪労働学校を卒業。
1918年、友愛会に加わる。以後、大阪労働学校主事、社会民衆党中央執行委員、全国労農大衆党中央執行委員、社会大衆党中央委員、大阪府会議員、同参事会員などを歴任。1937年4月、第20回衆議院議員総選挙に大阪府第二区から社会大衆党所属で出馬し当選した。
戦後、日本社会党の結成に加わる。1946年4月、第22回総選挙で大阪府第2区から出馬して当選。以後、第27回総選挙まで連続六回当選し、衆議院議員を通算7期務めた。この間、片山内閣の農林政務次官、衆議院農林委員長、同大蔵委員長、日本社会党中央執行委員、同国土開発政策委員長、同税制改革政策委員長、同中小企業政策委員長などを歴任。
その他、全国農民組合常任中央委員、全国土地改良協会常務理事、全国畜産会副会長、民社党顧問などを務めた。
1968年11月の秋の叙勲で勲四等から勲二等に叙され、旭日重光章を受章する。
1975年9月1日、死去した。77歳没。同月5日、特旨を以て位記を追賜され、死没日付をもって正四位に叙された。

## 著作
- 編『労働者必携の字引』大阪労働学校出版部、1926年。
- 『労働争議の戦術』大阪労働学校パンフレット第9編、大阪労働学校出版部、1927年。